# Bisdom Marsabit
Het bisdom Marsabit (Latijn: Dioecesis Marsabitensis) is een rooms-katholiek bisdom met als zetel Marsabit, in Kenia. Het bisdom is suffragaan aan het aartsbisdom Nyeri. 

## Geschiedenis
Het bisdom werd opgericht op 25 november 1964, uit delen van het bisdom Nyeri, en was suffragaan aan het aartsbisdom Nairobi. Op 21 mei 1990 veranderde het van kerkprovincie en werd suffragaan aan het nieuw verheven aartsbisdom Nyeri. Op 15 juni 2001 verloor het gebied bij de oprichting van het bisdom Maralal. 

## Parochies
Het bisdom had in 2021 een oppervlakte van 78.078 km2 en telde 471.740 inwoners waarvan 13,2% rooms-katholiek was.

## Bisschoppen
- Charles Maria Cavallera (25 november 1964 - 19 juni 1981)
- Ambrogio Ravasi (19 juni 1981 - 25 november 2006)
- Peter Kihara Kariuki (25 november 2006 - heden)